# Muzułmańska Gmina Wyznaniowa w Gdańsku

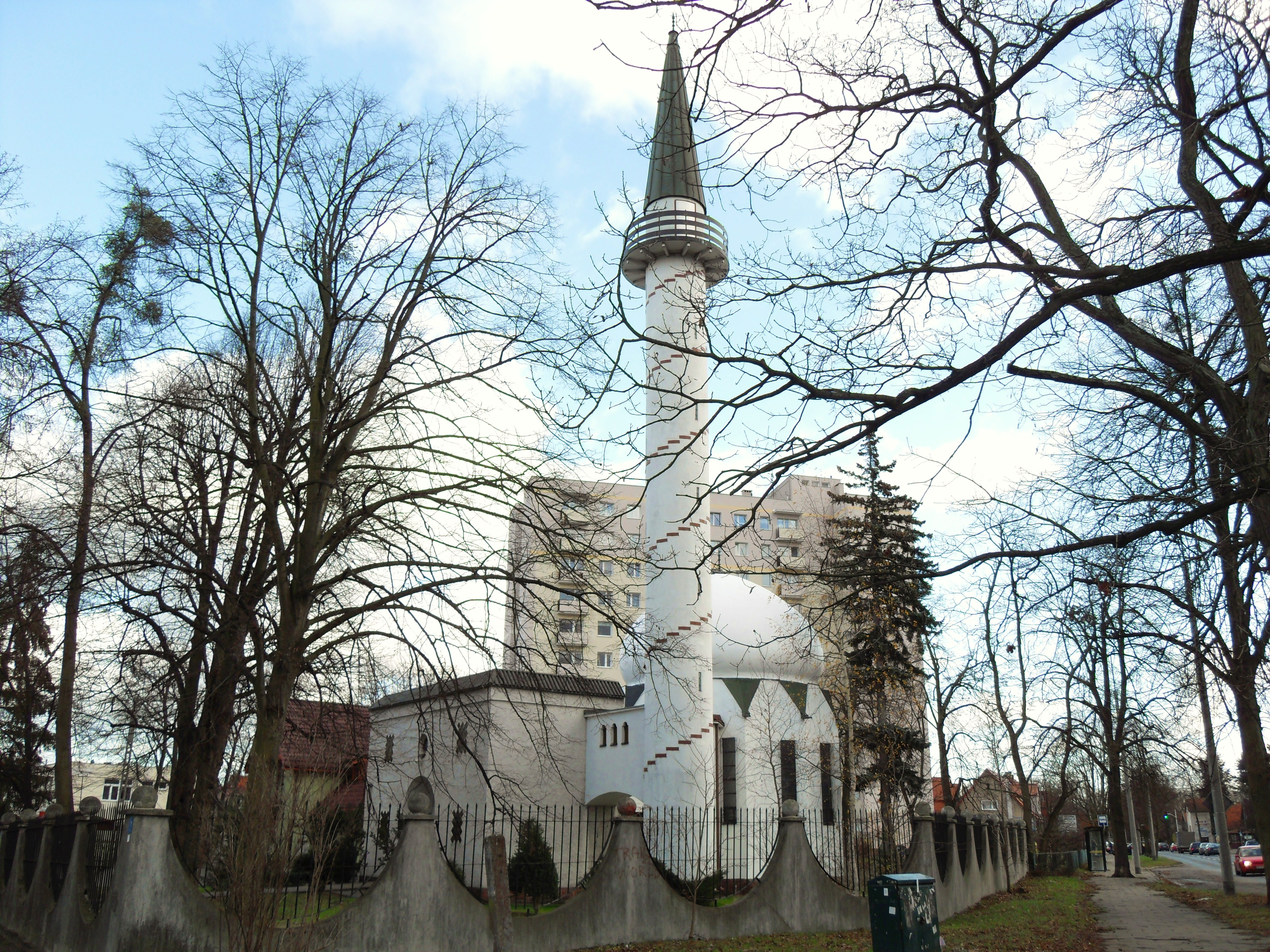
Minaret na tle gdańskiego meczetu

Muzułmańska Gmina Wyznaniowa w Gdańsku – muzułmańska jednostka organizacyjna z siedzibą w Gdańsku, wchodząca w skład Muzułmańskiego Związku Religijnego w RP.
Gmina posiada własny meczet, w którym modlitwy odbywają się w każdy piątek i święta. Imamem gminy gdańskiej jest imam Sami Ayaydin.

## Przewodniczący
- Maciej Milkamanowicz (1962–1971)[1]
- Ali Smajkiewicz (1971–1974)[1]
- imam Adam Alijewicz (1974–1977)[1]
- Konstanty Mucharski (1977–1979)[1]
- Dżemila Smajkiewicz-Murman (1979–1999)[2]
- Tamara Szabanowicz (2004–2014)[3]
- Olgierd Chazbijewicz (od 2014)[4][5]